# Euplagia
Genre
Euplagia est un genre paléarctique de lépidoptères (papillons) de la famille des Erebidae et de la sous-famille des Arctiinae.

## Systématique
Le genre Euplagia a été décrit par l'entomologiste allemand Jakob Hübner en 1820. Son espèce type est Phalaena hera Linnaeus, 1767, un synonyme d'Euplagia quadripunctaria (Poda, 1761).

## Liste des espèces
Ce genre comporte deux espèces :
- Euplagia quadripunctaria (Poda, 1761) — l'Écaille chinée — présente en Europe, dans l'Ouest de la Russie, en Asie Mineure, dans le Caucase, dans le Sud du Turkménistan et en Iran.
- Euplagia splendidior (Tams, 1922) — présente dans l'Est de la Turquie, le Nord de l'Irak et en Arménie.